# Savantsyndroom
De term savantsyndroom beschrijft zeer bijzondere geestelijke vermogens op één bepaald terrein bij iemand die vaak ook autisme of een verstandelijke beperking heeft. In het verleden werd de term idiot savant, geleerde dwaas, gebruikt, maar die is verlaten vanwege de onaangename bijklank. Bij autistische mensen met het savantsyndroom spreekt men wel van een autistische savant.
Vaak hebben deze mensen een wiskundig vermogen dat niet-rationeel lijkt, ze kunnen razendsnel zeer gecompliceerde berekeningen in hun hoofd uitvoeren. Overigens is het wel zo dat complexere berekeningen ook bij mensen met het savantsyndroom trager worden beantwoord.
Andere mensen met het savantsyndroom hebben een zeer sterk ontwikkeld geheugen voor bepaalde dingen. Ze kennen bijvoorbeeld een groot aantal boeken uit het hoofd of kunnen een stuk muziek dat ze jaren geleden hebben gehoord feilloos naspelen.
Een ander voorbeeld is de verstrooide professor. Hij is elk ogenblik met zijn vakgebied bezig en vergeet daardoor alledaagse dingen te doen.
Voorbeelden:
- De Schotse schilder Richard Wawro had een ernstige verstandelijke beperking met autisme en het savantsyndroom: hij kon uit het geheugen zeer gedetailleerde tekeningen maken en kon zich ook al zijn tekeningen herinneren.
- De Amerikaan Kim Peek, die model heeft gestaan voor het personage Raymond in de film Rain Man, had een verstandelijke beperking door een hersenbeschadiging en had het savantsyndroom, maar had geen autisme.
- De Britse autistische schrijver Daniel Tammet kan bijzonder goed rekenen en feiten leren en onthouden. Ook kan hij binnen zeer korte tijd een nieuwe taal leren op een hoog niveau.